# 道上千夏
道上 千夏（みちがみ ちなつ、1971年11月2日 - ）は、愛媛県今治市出身の競艇選手。
登録番号3509。身長167cm。血液型A型。67期。香川支部所属。旧姓名は池千夏。師匠は重成達郎。

## 来歴・人物
1990年11月鳴門競艇場でデビュー。初優勝まで10年近くを要したが、苗字の通りイケイケな早いスタートから長身を活かした豪快なモンキーターンで、今では女子競艇界の主力選手の一人である。開会式ではユニークなパフォーマンスで観客を楽しませている。2008年入籍により「道上」姓に変わった。

## 経歴
- 1990年11月23日、鳴門競艇場でデビュー。デビュー戦で初勝利。
- 1992年6月13日、鳴門競艇場で初優出。
- 2000年9月28日、徳山競艇場・女子リーグ戦競走で初優勝。
- 2005年3月6日、大村競艇場・女子王座決定戦でG1初優出（2着）。
- 2009年4月6日、多摩川競艇場での第15回ダブル優勝tvkカップで優勝（通算11回目）

## 人物・エピソード
- 元々、プロのスポーツ選手志望だったが、父親に競艇選手という職業があると教えてもらったのが競艇選手を志すきっかけ。
- 選手になってから身長が5センチ伸びた。
- ウェルシュ・コーギーを飼っていて、自分のヘルメットには愛犬の絵が描かれている。
- 2006年JAL女子王座決定戦競走の開会式選手紹介では、「大池太夫」と称して小梅太夫の芸のマネをした。本家よりも面白いとの評判であった。
- 2006年4月に蒲郡競艇場で行われた女子リーグ戦「夜の女王決定戦」で優勝、そして同年8月大村競艇場で行われたオール女子戦「真夏の女王決定戦」でも優勝と、（サブタイトルではあるが）2つの「女王」の座に輝いた。ちなみに、女子王座決定戦はまだ優勝していない。
- 2007年女子王座決定戦の開会式選手紹介では、地元愛媛出身のテノール歌手秋川雅史のヒット曲「千の風になって」にならった「千夏が女王になって」を歌った。開会式の時間が余っていたのもあり、アンコールという事で再度同じ歌を歌った。
- 2009年女子王座決定戦の開会式選手紹介では、「ミナミの帝王」の真似で登場。同レースで1号艇だった池田紫乃に対して台詞付きの宣戦布告をした。また、水神祭を飾った川邉加奈子と茶谷桜のレースで共に2着であったことから、自ら「女神！」と呼んだ。